# Platylabus dilleri
Platylabus dilleri là một loài tò vò trong họ Ichneumonidae.